# 海石竹
海石竹（学名：Armeria maritima）为藍雪科海石竹屬下的一个种。